# Radio Argovia
Radio Argovia ist ein Schweizer Privatradiosender. Sein analoges Verbreitungsgebiet ist der Kanton Aargau und der östliche Teil des Kantons Solothurn. Das Studio befindet sich in Aarau, zuvor war es bis 2005 in Brugg angesiedelt. Der Sender wurde 1990 gegründet und beschäftigt rund 30 Mitarbeiter.
Im Kanton Aargau und den angrenzenden Gebieten kann Radio Argovia über UKW empfangen werden. Das Programm wird zudem im Sendegebiet und in den meisten umliegenden Kantonen auch über Kabel ausgestrahlt. Auf der Website sind die Sendungen und die Livestreams abrufbar.
Radio Argovia kann in der ganzen Deutschschweiz via DAB+ empfangen werden.  Ausserdem kann man Radio Argovia auch über die App «ArgoviaToday» überall empfangen.
Seit 2018 ist CH Media, ein Joint Venture der NZZ-Mediengruppe und der AZ Medien, Inhaber von Radio Argovia. CH Media nahm den Betrieb am 1. Oktober 2018 auf. Zuvor gehörte Radio Argovia den AZ Medien.

## Geschichte

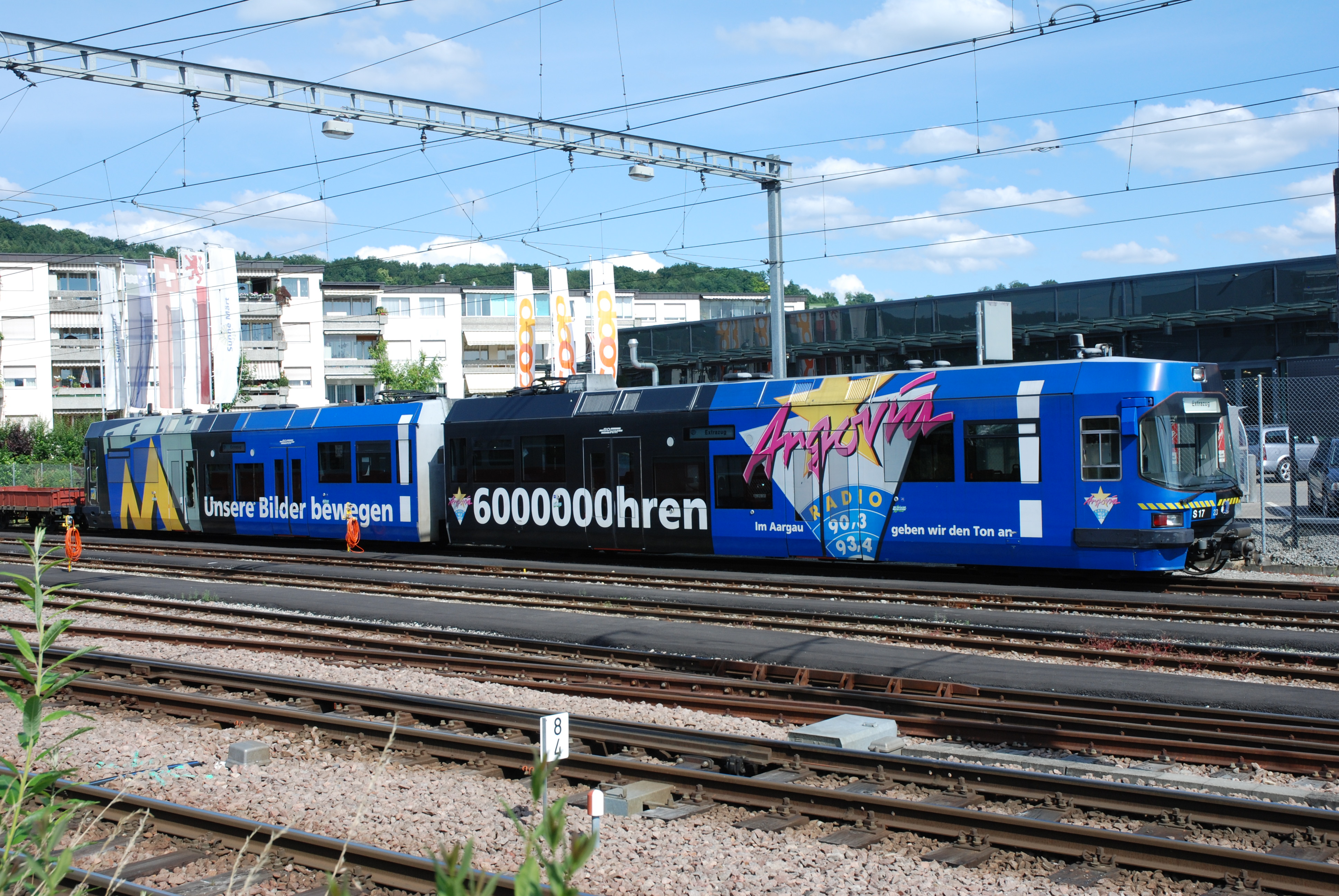
Altes Radio Argovia Logo zusammen mit Tele M1 als Werbung auf einer Komposition der Bremgarten-Dietikon-Bahn

Nachdem der Bundesrat am 11. Dezember 1989 die Konzession zur Betreibung einer Privatradiostation im Kanton Aargau bewilligt hatte, wurde Radio Argovia kurz darauf am 28. Februar 1990 von verschiedenen Verlegern gegründet. Offiziell wurden im gleichen Jahr am 1. Mai die ersten Sendungen ausgestrahlt. Auf den 1. Juli 2018 gab Radio Argovia die Konzession zurück, um «mehr inhaltliche Freiheiten» zu haben und «Potentiale bei der Zusammenarbeit mit anderen Sendern» nutzen zu können.
Seit dem 25. Mai 2021 ist das Newsportal ArgoviaToday online, das mit Radio Argovia und Tele M1 in eine trimediale Redaktion eingegliedert ist.

## Argovia Fäscht
Jedes Jahr im Juni veranstaltet Radio Argovia das Argovia Fäscht. Es war die grösste Gratis-OpenAir-Veranstaltung in der Schweiz, bis im Jahr 2011 erstmals ein Eintrittspreis erhoben wurde. Rund 50'000 Personen besuchen das Argovia Fäscht jährlich. 2008 wurde es wegen der Euro08 erstmals nicht durchgeführt. In den Jahren 2020 und 2021 wurde es aufgrund der COVID-19-Pandemie ebenfalls abgesagt. 2024 legte das Argovia Fäscht aufgrund Minimierung von Umsatz- und Kostenrisiken eine Pause ein.